# Hirtodrosophila narinosa
Hirtodrosophila narinosa är en tvåvingeart som först beskrevs av Frota-pessoa 1945.  Hirtodrosophila narinosa ingår i släktet Hirtodrosophila och familjen daggflugor.
Artens utbredningsområde är Costa Rica. Inga underarter finns listade i Catalogue of Life.